# Am Strand (Manet)

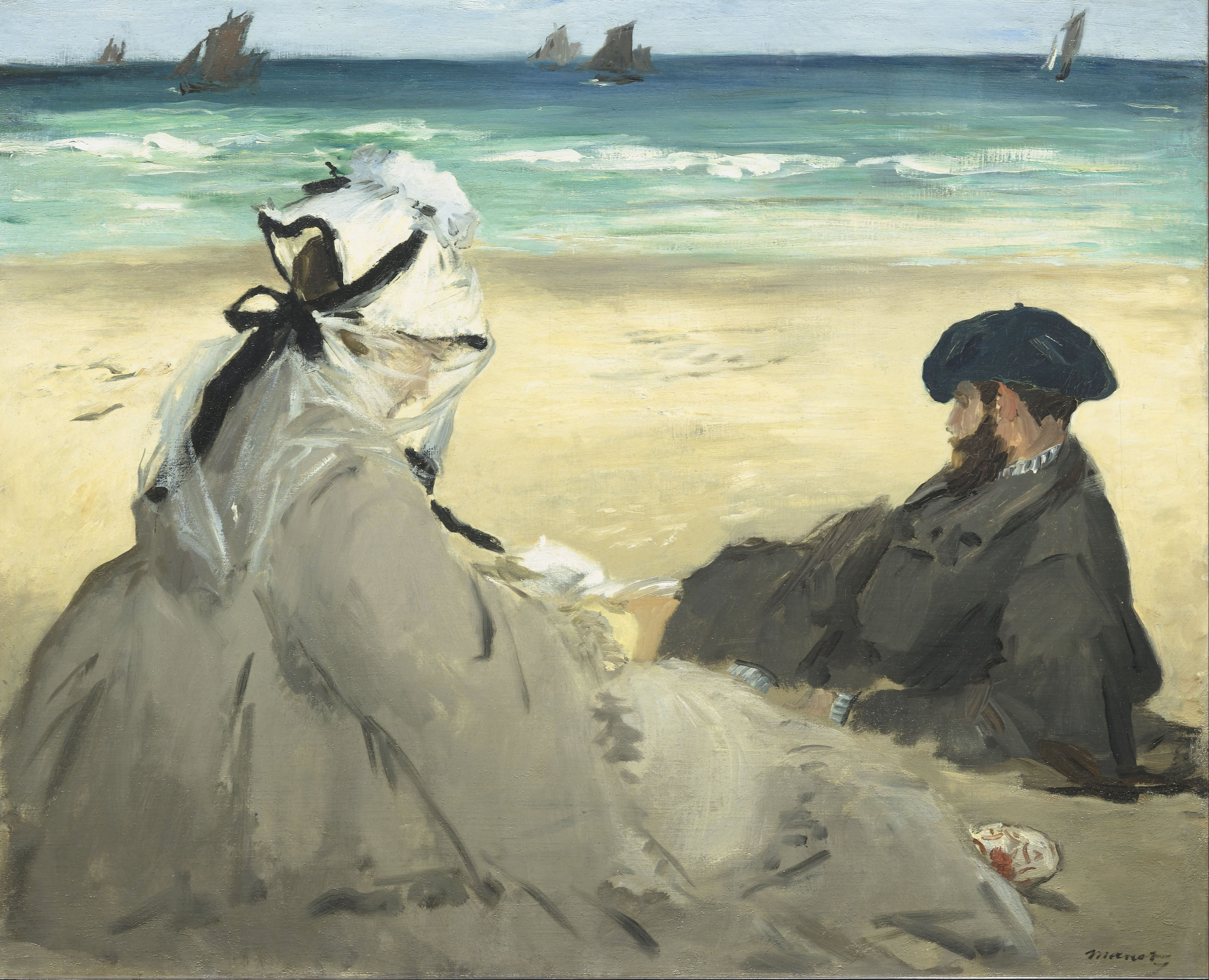
Am Strand
Édouard Manet, 1873
59,6 × 73,2 cm
Öl auf Leinwand
Musée d’Orsay, Paris

Am Strand  (französisch: Sur la plage) ist ein Gemälde des französischen Malers Édouard Manet. Das in Öl auf Leinwand im Stil des Impressionismus gemalte Bild entstand während der Sommerferien 1873 in Berck. Es zeigt Manets Frau Suzanne und seinen Bruder Eugène am Strand der Normandieküste. Das Gemälde hat eine Höhe von 59,6 cm und eine Breite von 73,2 cm. Es gehört zur Sammlung des Musée d’Orsay in Paris.

## Bildbeschreibung
Das Bild zeigt eine sommerliche Szene am Strand von Berck an der Küste der Normandie. Im Vordergrund hat Manet mit einer für den Impressionismus typischen Malweise im flüchtigen Pinselstrich seine Frau Suzanne und seinen Bruder Eugène in Nahsicht porträtiert. Hinter den Personen geht der Blick über den Strand und das türkisblaue, schaumbekrönte Meer. Mehrere Segelschiffe gleiten nahe der hoch liegenden Horizontlinie, die das Meer vom darüber liegenden hellblauen Himmelsstreifen trennt.
Die Szenerie ist bei „flimmernde[m] Sonnenlicht“ gemalt und der nach rechts fallende Schatten von Eugène Manet deutet auf den Nachmittag als Tageszeit hin. Der Kunsthistoriker Theodore Reff sieht hier eine Situation, als würde der Maler bei den Porträtierten sitzen. Die dargestellten Körper füllen das Bild vom linken bis zum rechten Bildrand nahezu aus. Die Figuren erscheinen jeweils als Dreieckskomposition und sind zueinander ausgerichtet. Suzanne Manet ist seitlich, leicht von hinten in sitzender Haltung porträtiert. Ihr Rücken zeigt zum linken Bildrand, während ihre Beine bis nah an den rechten Bildrand reichen. Sie hat einen langen hellgrauen Mantel an, aus dem ein weiß-roter Sommerschuh hervorschaut. Auf dem Kopf trägt sie einen mit schwarzer Bordüre abgesetzten weißen Hut. Er ist mit einem zur Schleife gebundenen schwarzen Band hinter dem Kopf befestigt. Ein von der Hutspitze herabfallender heller durchsichtiger Schleier schützt Madame Manet vor Wind und Sand. Ihr darunter als Silhouette erscheinendes Gesicht ist nach unten auf ein Buch gerichtet, das sie vor sich in den Händen hält. Etwas entfernt hat der Bruder Eugène mit dem Rücken zum rechten Bildrand eine halbliegende Position eingenommen. Den Oberkörper stützt er dabei auf den angewinkelten linken Unterarm. Mit den zum Meer ausgestreckten Beinen erscheint sein Körper insgesamt perspektivisch stark verkürzt. Er hat einen dunklen Anzug oder Mantel an, am Arm und Kragen schaut ein blau-weiß gestreiftes Hemd hervor, den Kopf bedeckt eine dunkle Mütze. Seine dunkle Kleidung steht im deutlichen Kontrast zu der hellen Kleidung seiner Schwägerin neben ihm. Eugène Manet, der einen braunen Vollbart trägt, blickt vor sich in Richtung des hellen Sandes. Beide Personen agieren nicht miteinander. Der Autor John Leighton merkt hierzu an, Édouard Manets „Augenmerk richtet sich auf die Nuancierung von Stimmung, Körperhaltung und Persönlichkeit seiner Figuren.“ Er sieht deutlich des Malers „zwingendes Bestreben, einen flüchtigen Moment festzuhalten“. Das Gemälde ist unten rechts mit „Manet“ signiert.

## Hintergründe zur Entstehung des Gemäldes
Édouard Manet kam in den Sommerferien 1873 mit der Familie nach Berck an der Côte d’Opale. Neben dem Maler gehörten seine Frau Suzanne, sein Bruder Eugène und seine Mutter zur Reisegruppe. Es fehlte der üblicherweise sonst gegenwärtige Sohn seiner Frau, Léon Leenhoff, der gerade seinen Militärdienst absolvierte. Berck war zu dieser Zeit kaum mehr als ein Fischerdorf und die Feriengäste konnten nicht so eine mondäne Atmosphäre wie im nahe gelegenen Seebad Boulogne erwarten, wo die Familie Manet mehrfach den Urlaub in den 1860er Jahren verlebt hatte. Die Manets wohnten in Berck vermutlich nicht in einem Hotel, sondern hatten dort ein Haus gemietet. Der Sommerurlaub in Berck war der erste Ferienaufenthalt der Manets an der Kanalküste nach dem Deutsch-Französischen Krieg von 1870/71 und der Pariser Kommune. Da in der Farbe von Am Strand Sandkörner entdeckt wurden, gehen Kunsthistoriker davon aus, dass Manet das Bild direkt vor Ort gemalt hat. Möglicherweise sind aber einige Partien des Gemäldes, wie beispielsweise der Hintergrund, erst später im Pariser Atelier fertiggestellt worden.
Für Manet waren die Wochen in Berck eine sehr produktive Phase. Er malte dort eine Reihe von Bildern, wobei der Großteil Ansichten des Meeres
mit Segelbooten darstellen. Neben dem Gemälde Am Strand mit den Bildnissen der Frau und des Bruders, schuf er mit Die Schwalben (Stiftung Sammlung E. G. Bührle, Zürich) ein weiteres Familienbild in Berck. Hierin ist seine Frau zusammen mit seiner Mutter in einer Wiese nahe der Ortschaft zu sehen, wobei der Maler die Figuren aus deutlicherem Abstand malte. Beide Personen haben in diesem Bild eine sitzende Position eingenommen und erscheinen ebenfalls kontrastreich in heller und dunkler Kleidung. Die diesmal rechts sitzende Suzanne Manet trägt die gleiche Aufmachung wie im Bild Am Strand. Das Gemälde Die Schwalben reichte Manet zum Pariser Salon 1874 ein, wo es jedoch von der Jury abgelehnt wurde.
Vorbilder für Manets Gemälde Am Strand finden sich vor allem bei seinen Zeitgenossen Eugène Boudin und Claude Monet. Boudin schuf in Trouville eine Reihe von Strandbildern, darunter beispielsweise Feriengäste am Strand von Trouville (Minneapolis Institute of Art) von 1864. Hierin zeigt er ein Panorama des lebhaften Strandgeschehens, in dem zahlreiche Personen die Szenerie bevölkern. In ähnlicher Weise hatte Manet 1868 das Gemälde Am Strand vom Boulogne-sur-mer (Virginia Museum of Fine Arts, Richmond) gemalt. Wie in einer Collage fügte er hier verschiedene Figuren zu einem Ensemble von Strandakteuren zusammen. Boudin malte erst in seinen Strandbildern der 1880er Jahre Personen in Nahsicht, wie sie in Manets Am Strand zu sehen sind. Ein Beispiel hierfür ist Boudins 1887 entstandenes Gemälde Am Strand, Trouville (National Gallery of Art, Washington, D.C.).
Auch Claude Monet schuf Strandbilder in Trouville, wo er sich 1870 aufhielt. In seinem Gemälde Der Strand von Trouville (National Gallery, London) zeigt Monet – wie drei Jahre später der Freund Manet – zwei sitzende Personen am Strand. Monets Figuren füllen gleichfalls das Bild in der gesamten Breite aus und die helle und dunkle Kleidung ist ebenso kontrastreich wiedergegeben wie in Manets Am Strand. Die Kunsthistorikerin Françoise Cachin sieht bei Monet „den Eindruck von Strandatmosphäre, von flüchtigen Augenblicken“, während sie bei Manet „eine monumentalere, auf das Motiv konzentrierte Auffassung“ erkennt. Cachin sieht in Manets Am Strand zudem den Einfluss von japanischen Drucken, der für sie vor allem am hohen Horizont mit dem schmalen Himmelsstreifen und der flächigen Darstellung der Figuren erkennbar ist.
Manet griff bei der Komposition von Am Strand aber auch auf ein eigenes Werk als Vorbild zurück. So nimmt sein Bruder Eugène im Werk Am Strand eine ähnliche Haltung ein, wie bereits zuvor im 1863 geschaffenen Gemälde Das Frühstück im Grünen. In diesem im Atelier entstandenen Bild ist Eugène ebenfalls sitzend mit ausgestrecktem Bein zu sehen und hat den Oberkörper auf den linken Unterarm gestützt. Auch hier kontrastiert seine dunkle Kleidung mit der weiblichen Figur neben ihm – in diesem Fall die nackte Victorine Meurent.

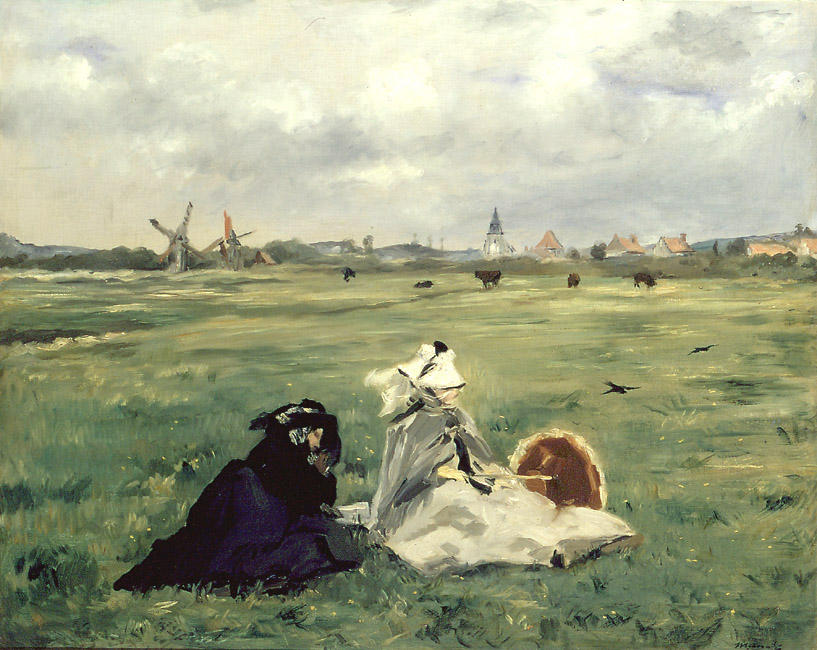
Édouard Manet: Die Schwalben, 1873
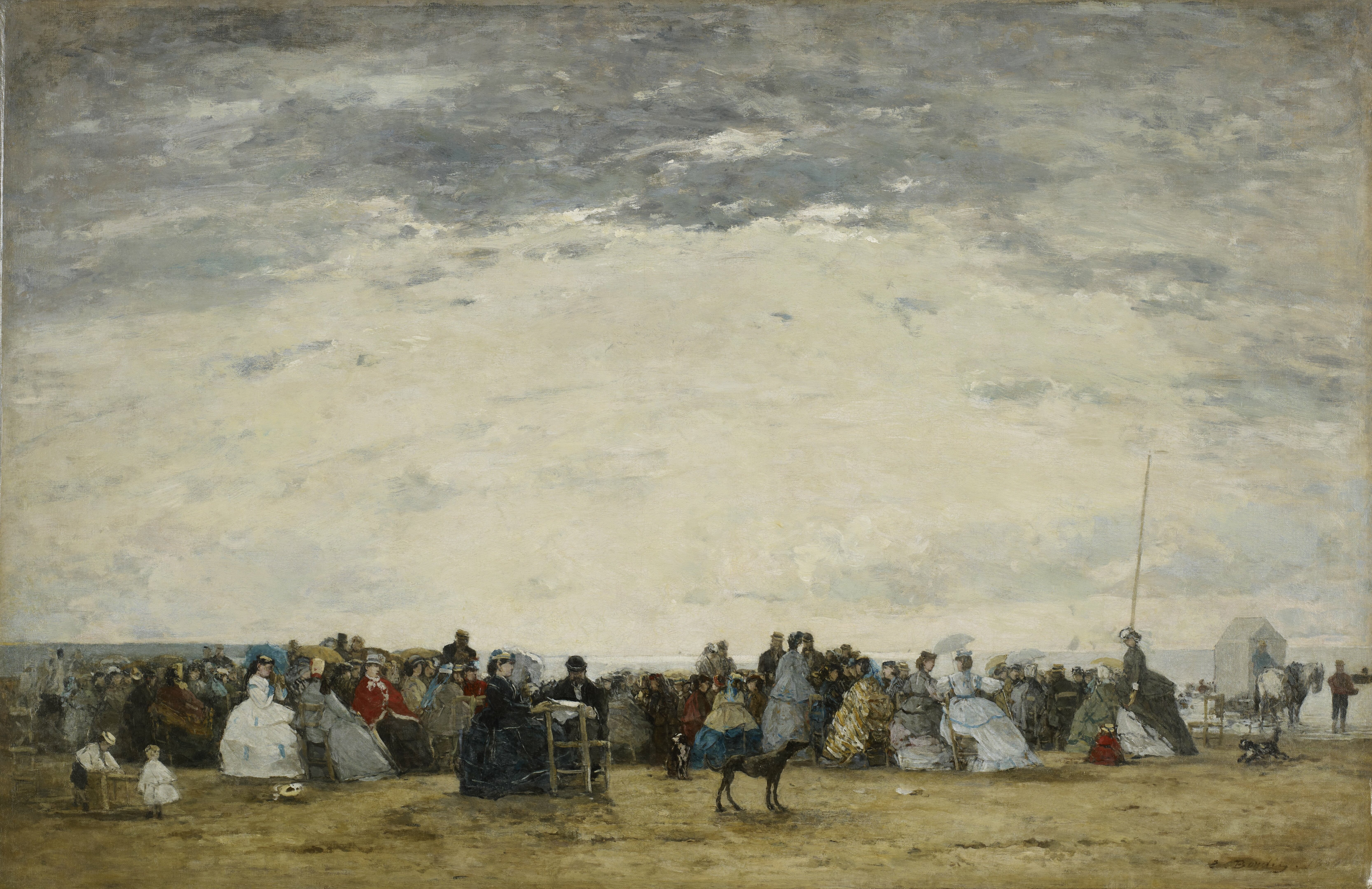
Eugène Boudin: Feriengäste am Strand von Trouville, 1864
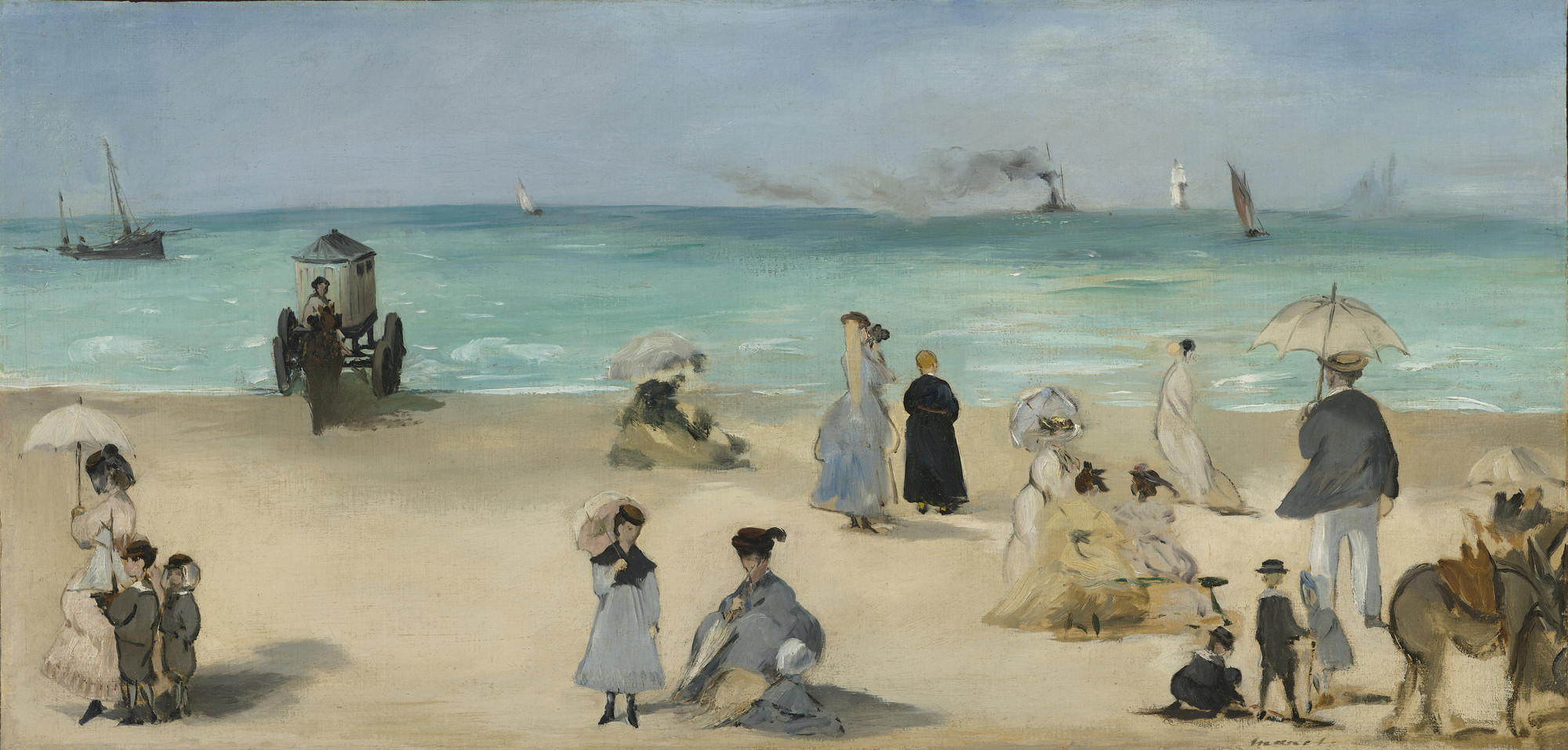
Édouard Manet: Am Strand vom Boulogne-sur-mer, 1868
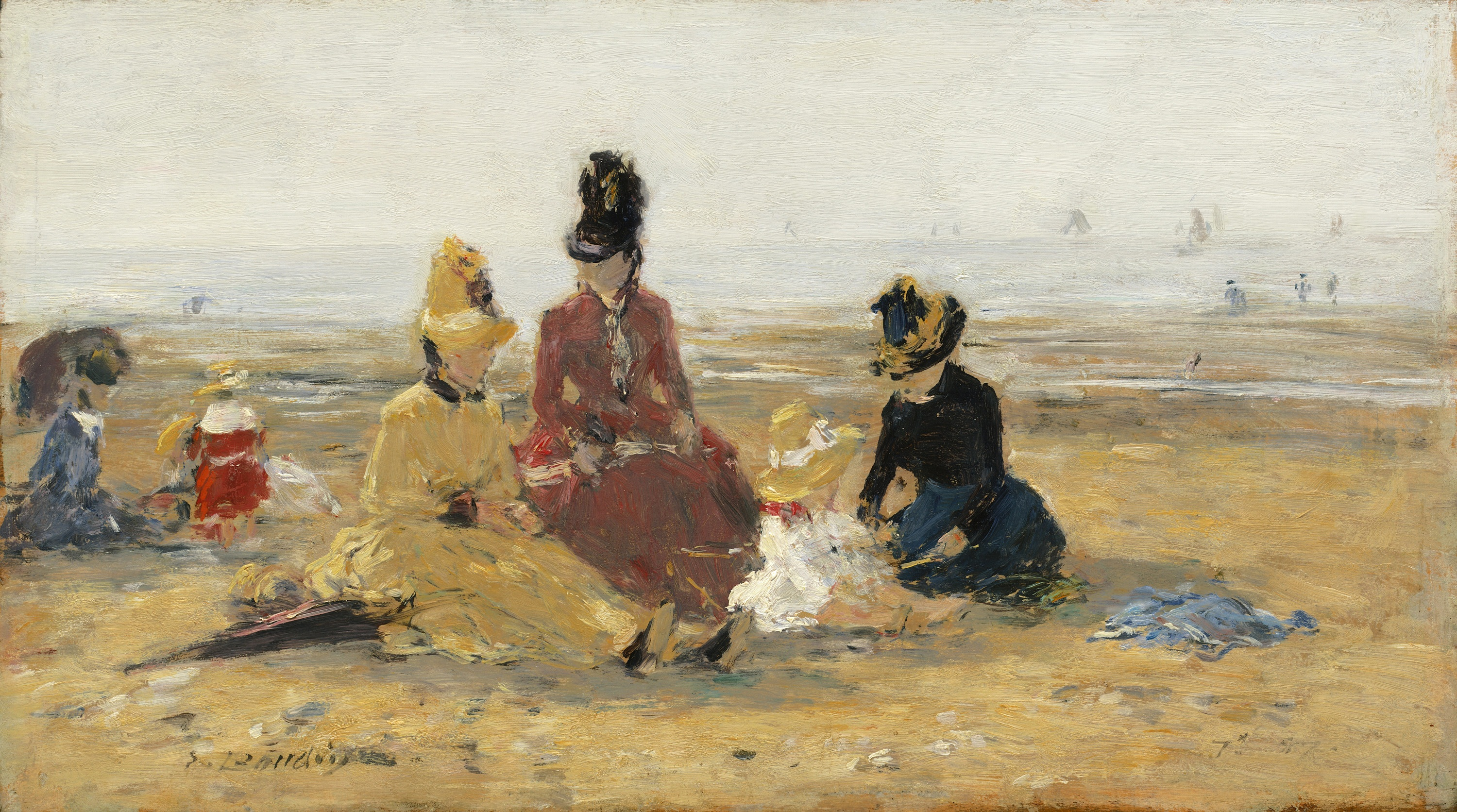
Eugène Boudin: Am Strand, Trouville, 1887
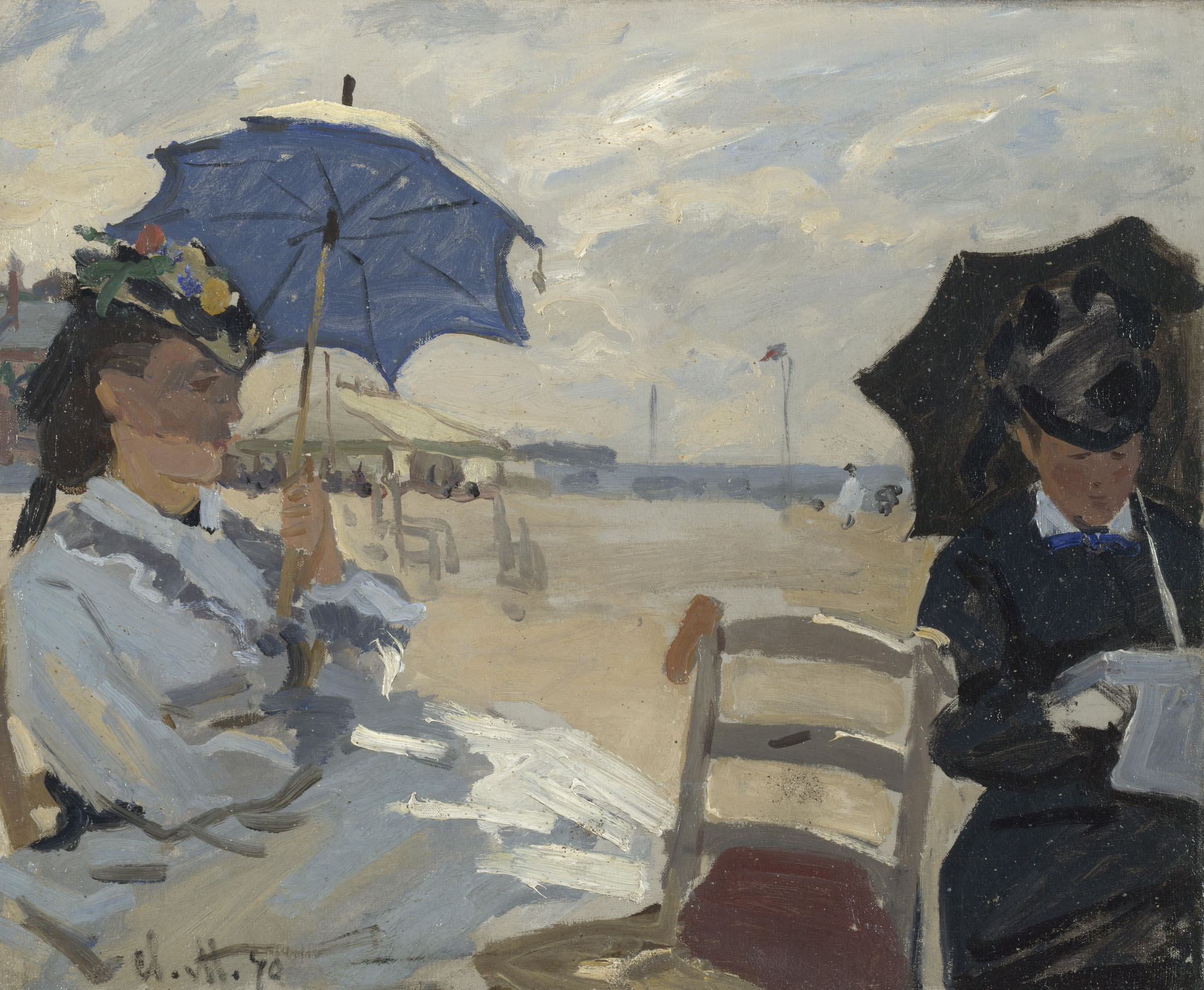
Claude Monet: Der Strand von Trouville, 1870

## Provenienz
Durch Vermittlung seines Freundes Théodore Duret konnte Manet Am Strand nur wenige Wochen nach Fertigstellung des Bildes, am 8. November 1873, für 1500 Franc an den Kunstsammler Henri Rouart verkaufen. Nach dem Tod von Rouart wurde seine Sammlung im Dezember 1912 in der Pariser Galerie Manzi-Joyant versteigert. Der Sammler Farjard erwarb bei dieser Auktion Manets Strandbild für 92.000 Franc. Später gelangte das Gemälde in die Kunstsammlung des Modeschöpfers Jacques Doucet. Er ließ für das Bild einen auffälligen rot-schwarz lackierten Rahmen im Stil des Art déco anfertigen, in dem es bis heute gezeigt wird. Durch Erbschaft kam das Gemälde in den Besitz seines Neffen Jean-Édouard Dubrujeaud, der es 1953 dem Louvre überließ. Seit 1986 gehört Am Strand zur Sammlung des Musée d’Orsay.